# Drosophila totonigra
Drosophila totonigra är en tvåvingeart som beskrevs av Elmo Hardy 1965.
Drosophila totonigra ingår i släktet Drosophila och familjen daggflugor. Artens utbredningsområde är Hawaii.